# Samos internationella flygplats
Samos internationella flygplats "Aristarchos från Samos" (IATA: SMI, ICAO: LGSM) (grekiska: Κρατικός Αερολιμένας Σάμου "Αρίσταρχος ο Σάμιος") är en internationell flygplats på ön Samos, Grekland.
Flygplatsen har namngivits efter Aristarchos från Samos. Den öppnande 1963.